# Портрет Габриэль Кот
«Портрет Габриэль Кот» — картина, написанная французским художником Вильямом Бугро в 1890 году. На картине изображена дочь и ученица живописца Пьера Огюста Кота Габриэль. Работа стала единственным произведением Бугро, написанным не по заказу.
Изначально картина создавалась как эскиз для другого произведения, но Бугро был впечатлён обаянием и красотой Габриэль, что решил написать полноценный портрет. В 1890 году художник преподнёс портрет в качестве свадебного подарка Габриэль и её супругу, архитектору Зилину Дюрэ. Картина оставалась в семье Дюрэ и передавалась из поколения в поколение до 1983 года, когда она была продана частному коллекционеру; в 1998 году она была выставлена на продажу на аукционе Сотбис. С 22 сентября 2022 года находится на хранении в Национальном музее западного искусства в Токио.
Картина экспонировалась на выставках в Париже (1891) и в Нью-Йорке (1999).